# Roberval Davino
Roberval Davino da Silva (Maceió, 12 de agosto de 1954) é um ex-futebolista e atual treinador brasileiro..

## Títulos

### Como jogador
CRB
- Campeonato Alagoano: 1972, 1973, 1976, 1977, 1978 e 1983
- Copa do Nordeste: 1975

### Como treinador
IEC
- Terceira divisão de Kumamoto: 1989
- Segunda divisão de Kumamoto: 1990
- Primeira divisão de Kumamoto: 1991

Vila Nova
- Campeonato Brasileiro: 1996
- Campeonato Goiano: 1993

Remo
- Campeonato Brasileiro de Futebol - Série C: 2005

Araçatuba
- Campeonato Paulista : 1992

CSA
- Campeonato Alagoano: 1996 e 1997

Figueirense
- Campeonato Catarinense: 2002

Brasiliense
- Campeonato Brasiliense: 2009

Metropolitano
- Copa Santa Catarina: 2009